# 丽贝卡·库克
丽贝卡·库克（英語：Rebecca Cooke，1983年6月24日—），英国女子游泳运动员。她曾代表英格兰参加2002年和2006年英联邦运动会游泳比赛，获得三枚金牌和一枚银牌。她也曾参加2000年和2004年夏季奥运会。